# بوروا
بوروا (به انگلیسی: Boorowa) یک شهرک در استرالیا است که در Boorowa Shire واقع شده‌است.